# Deparia conilii
Deparia conilii là một loài thực vật có mạch trong họ Woodsiaceae. Loài này được (Franch. & Sav.) M. Kato miêu tả khoa học đầu tiên năm 1977.